# Gélose Granada
La gélose Granada est un milieu de culture sélectif et différentiel spécifique développé pour l'isolement sélectif et l'identification des streptocoques du groupe B (SGB, streptocoque B, Streptococcus agalactiae) et le différencier des autres micro-organismes à partir d'échantillons cliniques.
La gélose Granada été développée par le Dr Manuel de la Rosa et ses collaborateurs du service de microbiologie de l'hôpital universitaire Virgen de las Nieves de Granada pour l'isolement et l'identification directe du SGB dans des échantillons cliniques.
Après 24 à 48 heures d'incubation à 35-37 °C dans gélose Granada, les souches hémolytiques de GBS se développent sous forme de colonies (biologie) orange ou rouges. L'identification des colonies de GBS dans le gélose Granada est immédiate et repose sur la détection du granadaéne, qui est le pigment polyène rouge, spécifique de Streptococcus agalactiae,,.

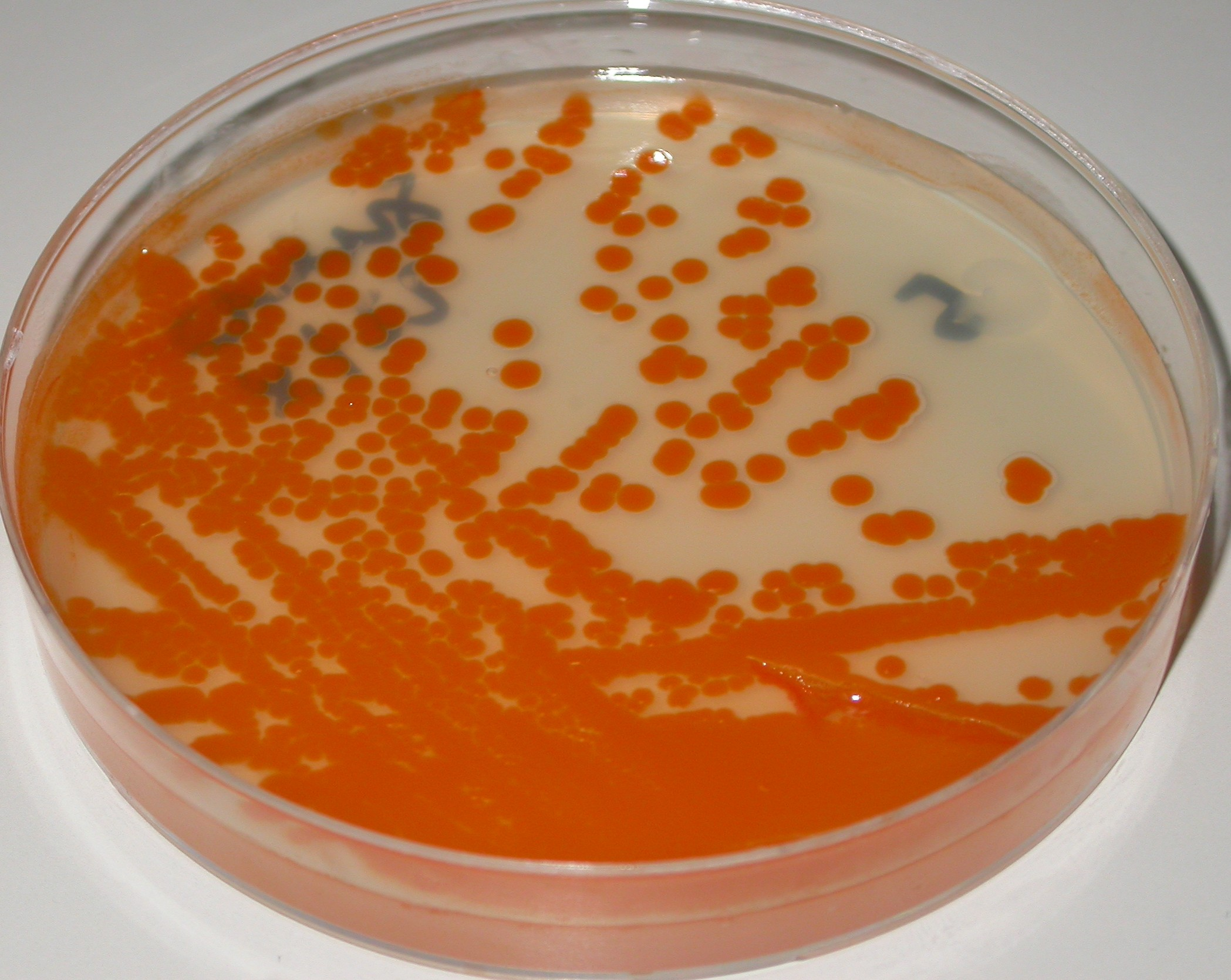
Streptococcus agalactiae gélose Granada, incubation anaérobie

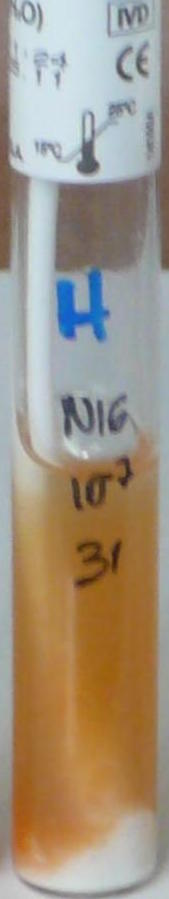
Streptococcus agalactiae on bouillon Granada

La gélose Granada est commercialisée dans l'Union européenne et au Royaume-Uni sous forme de marque déposée (®) par BioMérieux et Becton Dickinson[réf. nécessaire]. La gélose Granada est également commercialisée aux États-Unis par Hardy Diagnostics.

## Principe
La production d'un pigment rouge (granadaène) sur la gélose Granada est unique aux streptocoques β-hémolytiques (Gélose au sang) du groupe B isolés chez l'homme. Le granadaène est un pigment polyène non terpénoïde (ornithinrhamnododécaène) avec un système conjugué de 12 liaisons doubles,,. La β-hémolyse et la production de pigment sont codées dans le SGB par un groupe de 12 gènes, le cluster de gènes cyl,.
De plus, il a été suggéré que le pigment et l’hémolysine sont des molécules identiques ou étroitement liées et il a également été rapporté qu’ils sont des facteurs importants contribuant à la virulence du GBS,,.

## Composition
La gélose Granada se compose principalement d'amidon, de peptone protéique, tamponné avec du MOPS (un tampon de Good) et du phosphate et complété avec du méthotrexate et des antibiotiques. La peptone protéique, le sérum de cheval, le glucose et le pyruvate fournissent des nutriments pour la croissance de Streptococcus agalactiae. Le pyruvate fournit également un effet protecteur contre les espèces réactives de l'oxygène (ROS). Le MOPS et le phosphate tamponnent le milieu. Le méthotrexate déclenche la production de pigments et l'amidon stabilise le pigment. Le supplément sélectif contient des antibiotiques, de la colistine (polymyxine) (inhibiteur des bactéries à Gram négatif) et du métronidazole (inhibiteur des bactéries anaérobies), ainsi que du violet de gentiane (cristal violet)  pour supprimer les bactéries à Gram positif.

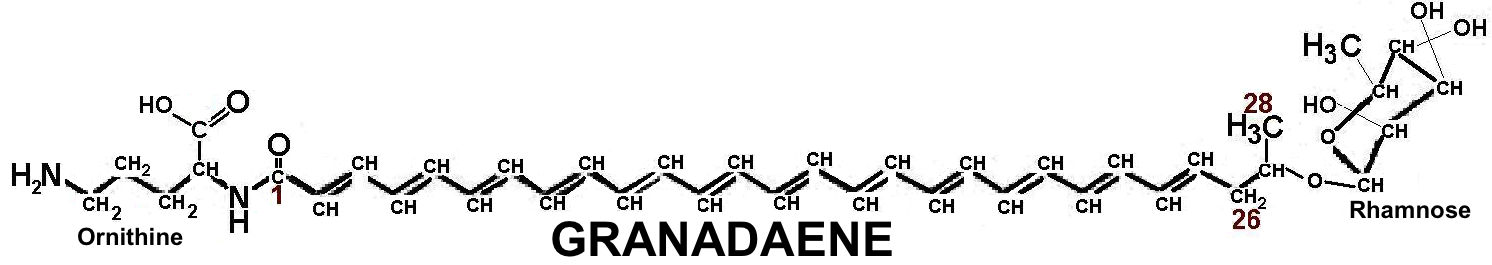
Granadaène

Un élément fondamental du gélose Granada est la protéose peptone N3 (Difco & BD). Cette peptone pepsique a été développée par DIFCO (Digestive Ferments Company) pendant la Première Guerre mondiale pour produire des toxines bactériennes destinées à la production de vaccins. Pour un développement optimal des colonies de SGB de couleur rouge dans le gélose Granada, il est nécessaire de disposer du peptide Ile-Ala-Arg-Arg-His-Pro-Tyr-Phe dans le milieu de culture. Ce peptide est produit uniquement lors de l'hydrolyse avec la pepsine de l'albumine de mammifère. Pour une production optimale de pigment, la peptone doit contenir d’autres substances (non caractérisées à ce jour) provenant des tissus de la paroi gastro-intestinale des mammifères utilisés pour préparer certaines peptones. La présence d'amidon est une condition fondamentale pour stabiliser le pigment permettant le développement de colonies rouges de SGB. Néanmoins, si de l'amidon soluble est utilisé, on obtient un milieu de culture qui se détériore rapidement à température ambiante, car l'amidon soluble est hydrolysé par l'amylase contenue dans le sérum (ajoutée en complément). Cet inconvénient peut être résolu soit en n'utilisant pas de sérum, soit en utilisant des amidons non modifiés pour préparer le milieu de culture, parce que les amidons non modifiés sont plus résistants à l'action hydrolytique de l'amylase.
```
 = 
Components
 =
```

| Agar                                                         | 10 g    | Gélifiant |
| Bacto™ Proteose Peptone #3, (Difco) BD                       | 25 g    | Nutriments/ activateur de pigments. Elle ne peut être remplacée par aucun autre type de peptone.                            |
| Amidon                                                       | 20 g    | Stabilise le pigment. |
| Glucose                                                      | 2.5 g   | Nutriment |
| Horse sérum                                                  | 15 ml   | Nutriment |
| MOPS (acide 3-morpholino-1-propanesulfonique) hemisodium sel | 11 g    | Tampon de Good |
| Hydrogénophosphate de sodium                                 | 8.5 g   | Buffer |
| Pyruvate de sodium                                           | 1 g     | Source d'énergie supplémentaire. Il agit comme un antioxydant et montre des effets protecteurs contre les radicaux oxygène. |
| Sulfate de magnésium                                         | 0.2 g   | ------ |
| Méthotrexate                                                 | 6 mg    | Activateur de pigments. |
| Violet de gentiane (cristal violet)                          | 0.2 mg  | Inhibe les bactéries Gram positives.                                                                                        |
| Colistine sulfate (Polymyxine)                               | 5 mg    | Inhibe les bactéries Gram négatif.                                                                                          |
| Métronidazole                                                | 1 mg    | Inhibe les bactéries anaérobies.                                                                                            |
| Eau déminéralisée                                            | 1000 ml | |

pH 7.45±0.1

## Utilisation et lecture
Le SGB se développe sur gélose Granada sous forme de colonies roses rouges après 18 à 48 heures d'incubation (35 à 37 °C), de meilleurs résultats sont obtenus en anaérobiose (culture en conditions anaérobies). La gélose Granada est utilisée pour l'isolement primaire, l'identification et le dépistage du SGB β hémolytique à partir d'échantillons cliniques (prélèvements vaginaux, rectaux ou vagino-rectaux),. Ce milieu de culture est sélectif pour le SGB, néanmoins d'autres micro-organismes (tels que les entérocoques et les levures), résistants aux agents sélectifs utilisés, peuvent se développer sous forme de colonies incolores ou blanches.

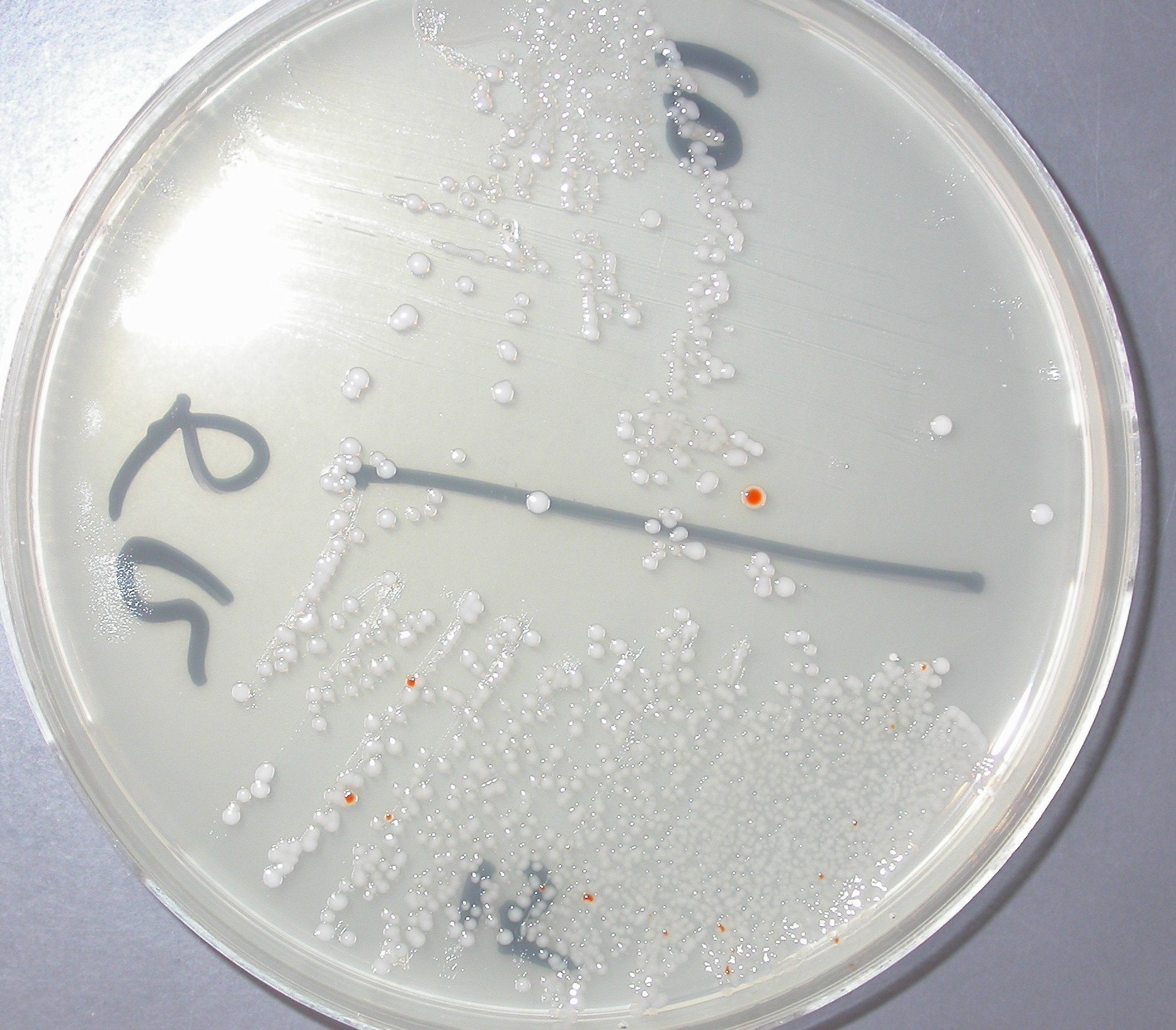
Colonies rouges de S.agalactiae gélose Granada. Culture vaginaux-rectale, 18 h d'incubation, 36°C anaérobiose

Gélose Granada est utile pour le dépistage des femmes enceintes afin de détecter une colonisation vaginale et rectale par le SGB et d'utiliser une antibioprophylaxie per-partum pour éviter le syndrome précoce par le SGB chez le nouveau-né,,,.
Il a également été suggéré que la pigmentation du SGB sur gélose Granada peut aider à identifier les femmes enceintes et les nouveau-nés présentant un risque accru de développer le syndrome précoce par le SGB.
Les colonies de SGB β-hémolytique apparaissent sur la gélose Granada sous forme de colonies roses ou rouges, et elles se distinguent facilement des autres micro-organismes qui peuvent également s'être développés sur la plaque. Tout degré de développement orange doit être considéré comme indicatif d'une colonie SGB et d'autres tests d'identification ne sont pas nécessaires. Le SGB non β-hémolytique se développe sur le gélose Granada sous forme de colonies blanches ou transparentes qui, si c'est nécessaire, peuvent être testées plus en détail à l'aide d'une agglutination au latex ou du test CAMP,,.

## Procédé
Les échantillons (prélèvements vaginaux, rectaux ou vagino-rectaux) peuvent être directement repiqués sur une plaque de gélose Granada ou après une étape d'enrichissement pour obtenir un isolement optimal.
Les échantillons (il est préférable d'utiliser des écouvillons « floqués ») doivent être repiqués dès que possible après leur réception au laboratoire. Si l`échantillon est cultivé à partir d'un écouvillon (par exemple, d'un écouvillon vaginal ou vagino-rectal), faites rouler l'écouvillon directement sur la plaque de gélose Granada pour assurer une exposition adéquate de l'échantillon au milieu afin de maximiser le transfert des SGB. Placer la culture dans un environnement anaérobie, incuber à 35-37°C et examiner après une incubation nocturne, et réexaminer après 48 heures. Pour augmenter la récupération du SGB, les écouvillons peuvent également être inoculés préalablement dans un milieu de bouillon d'enrichissement sélectif, tel que le bouillon Todd-Hewitt supplémenté de gentamicine ou de colistine et d'acide nalidixique et incubés pendant 18 à 24 heures à 35-37°C,,.

## Variant

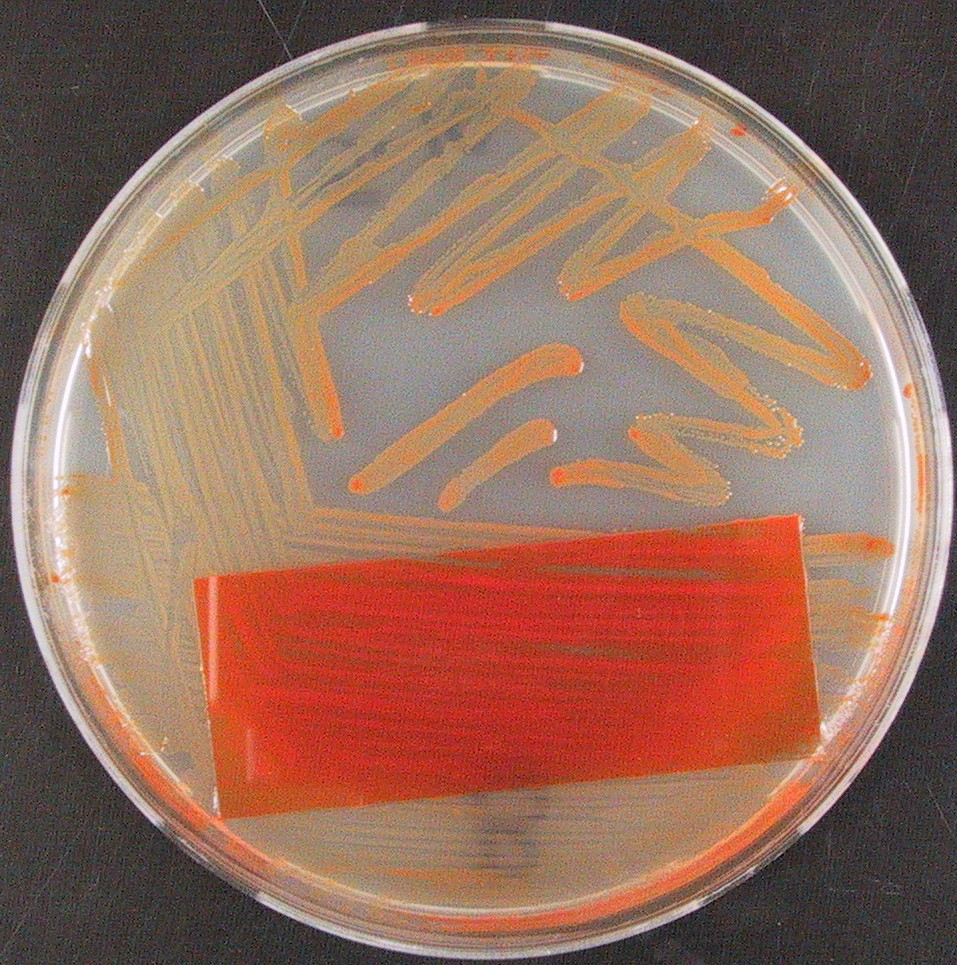
Streptococcus agalactiae 18 h à 36°C sur gélose Granada, aérobiose, lamelle technique

Les plaques de gélose Granada peuvent également être incubées en aérobiose à condition qu'une lamelle couvre-objet soit placée sur l'inoculum sur la plaque. Le milieu de culture Granada peut également être utilisé comme milieu liquide (bouillons Granada) comme bouillon de Carrot Broth,. Lors de l'utilisation des bouillons Granada, l'incubation anaérobie n'est pas nécessaire.

## Granadaéne andStreptococcus agalactiae
La détection du SGB dans la gélose Granada repose sur la détection du granadaène, qui est un pigment rouge spécifique des souches hémolytiques de SGB. La β hémolyse et la production de pigment sont codées dans le SGB par un groupe de 12 gènes, cluster de gènes cyl,.
De plus, il a été suggéré que le pigment et l’hémolysine sont des molécules identiques ou étroitement liées et il a également été rapporté qu’ils sont des facteurs importants contribuant à la virulence du SGB,,.
Néanmoins, 1 à 5 % des souches de SGB ne sont pas hémolytiques et ne produisent pas de pigment. Cependant, ces souches de SGB non hémolytiques et non pigmentées (dépourvues de pigment et d'hémolysine) sont considérées comme moins virulentes,,,,,. De même, il a été postulé que l'intensité de la production de pigments dans le milieu Granada pourrait être un bon prédicteur de la virulence de la souche SGB.